# تروفون شمالی
تروفون شمالی (نام علمی: Boreotrophon) نام یک سرده از تیره حلزون‌های خاردار است.